# Черкаська спеціалізована школа № 27 імені М. К. Путейка
Черка́ська спеціалізо́вана шко́ла I—III сту́пенів № 27 імені М. К. Путейка — спеціалізована школа в місті Черкаси.
Поглиблено вивчаються: англійська та німецька мови. Профіль навчання: гуманітарний.

## Історія

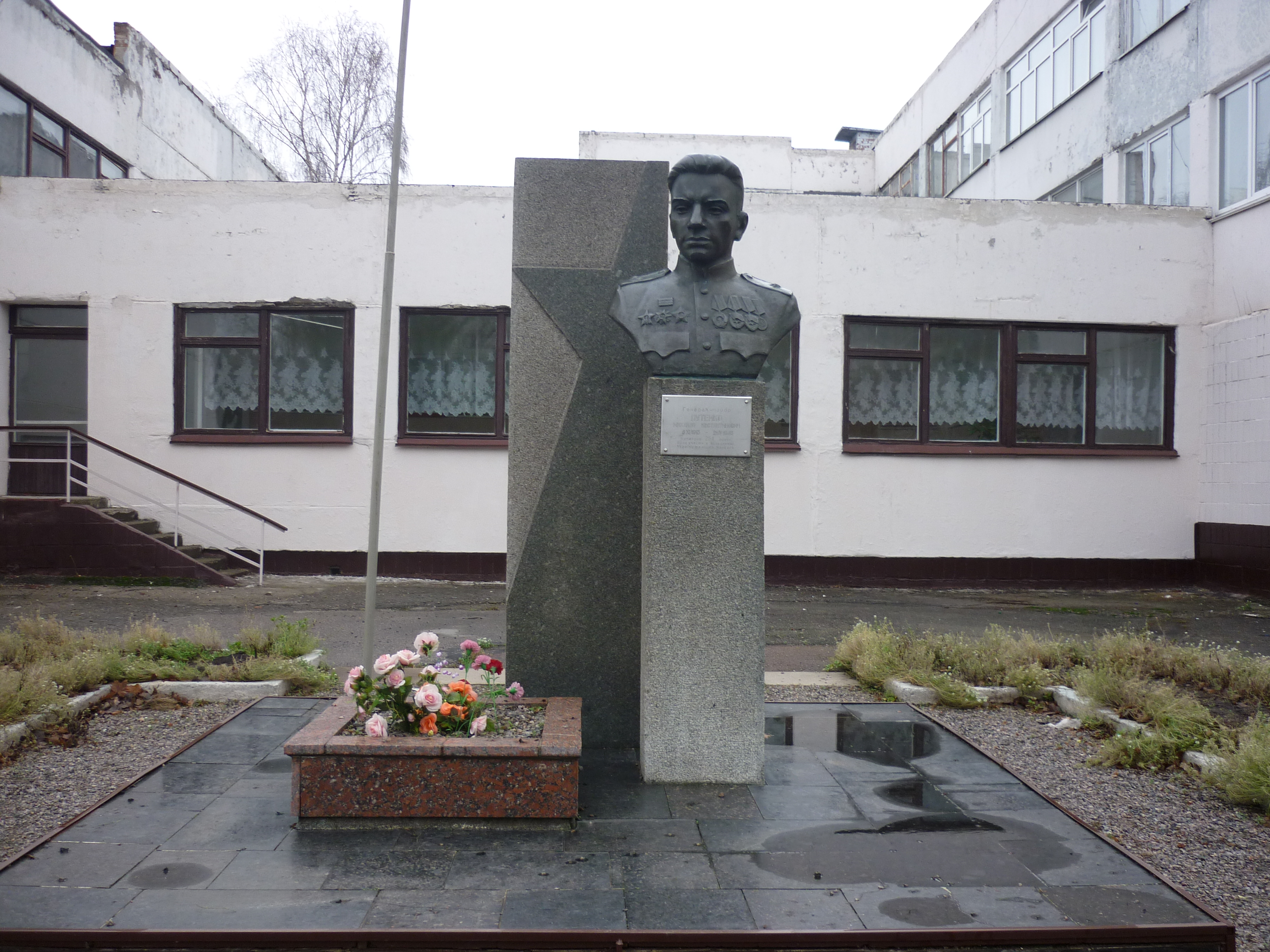
Погруддя М. К. Путейка

Школу збудовано 1981 року. У 1985 році школі було присвоєно ім'я М. К. Путейка, героя Великої Вітчизняної війни. Школа була реорганізована в спеціалізовану школу № 27 імені М. К. Путейка розпорядженням голови Черкаської обласної державної адміністрації від 1 жовтня 2001 року.

## Викладачі
Незмінним керівником школи з моменту її відкриття є Олійник Надія Іванівна, Заслужений працівник освіти, «Відмінник освіти», нагороджена Президентською відзнакою орденом «За заслуги ІІІ ступеня».
Зараз у школі працює 70 учителів. З них:
- з вищою категорією — 33
- з І категорією — 18
- з II категорією — 5
- спеціалістів — 14

Мають звання:
- «Заслужений вчитель України» — Олійник Надія Іванівна, вчитель історії, директор.
- «ВІДМІННИК освіти України» — 13
- «Вчитель-методист» — 16
- «Старший учитель» — 17

## Виховна робота
У школі працює Музей бойової слави 254-ї Черкаської стрілецькою дивізії, діє пошукова група «Пам'ять» та група «Милосердя». Традиційні місячники правових знань, боротьби з шкідливими звичками, здорового способу життя.
Проводяться шкільні КВК, предметні тижні, конкурси читців поетичних творів російських, українських та іноземних авторів, інсценувань, поетично обдарованих учнів, юних художників. Щорічно проводяться спартакіади, змагання з баскетболу, волейболу, футболу, кросу, «козацькі розваги»; шкільна команда з волейболу і з шахів неодноразово посідала призові місця в міських змаганнях.
У школі створений парламент, з метою розвитку особистості школяра, здатної до саморозвитку, яка керується загально людськими цінностями і розуміє традиції свого народу. Важливу роль у розвитку навичок самоврядування й наступності відіграє Рада дублерів, яка бере на себе організаційно — господарські функції.
Дитяче об'єднання «Райдуга» має свою структуру, кожна із структур має своє положення, свої орієнтовні виховні завдання згідно з віковими особливостями школярів, права й обов'язки членів об'єднання.